# Château de Launac
Le château de Launac est un château de brique situé en France sur la commune de Launac, en région Occitanie à 30 km au nord-ouest Toulouse.

## Histoire
Château inscrit au titre des monuments historiques le 3 juin 1991 ; il s'agit à l'origine d'une forteresse érigée par le comte de L'Isle-Jourdain, Jourdain III de l'Isle.
Plusieurs capitouls de Toulouse se succédèrent à la tête de la baronnie de Launac.

## Architecture

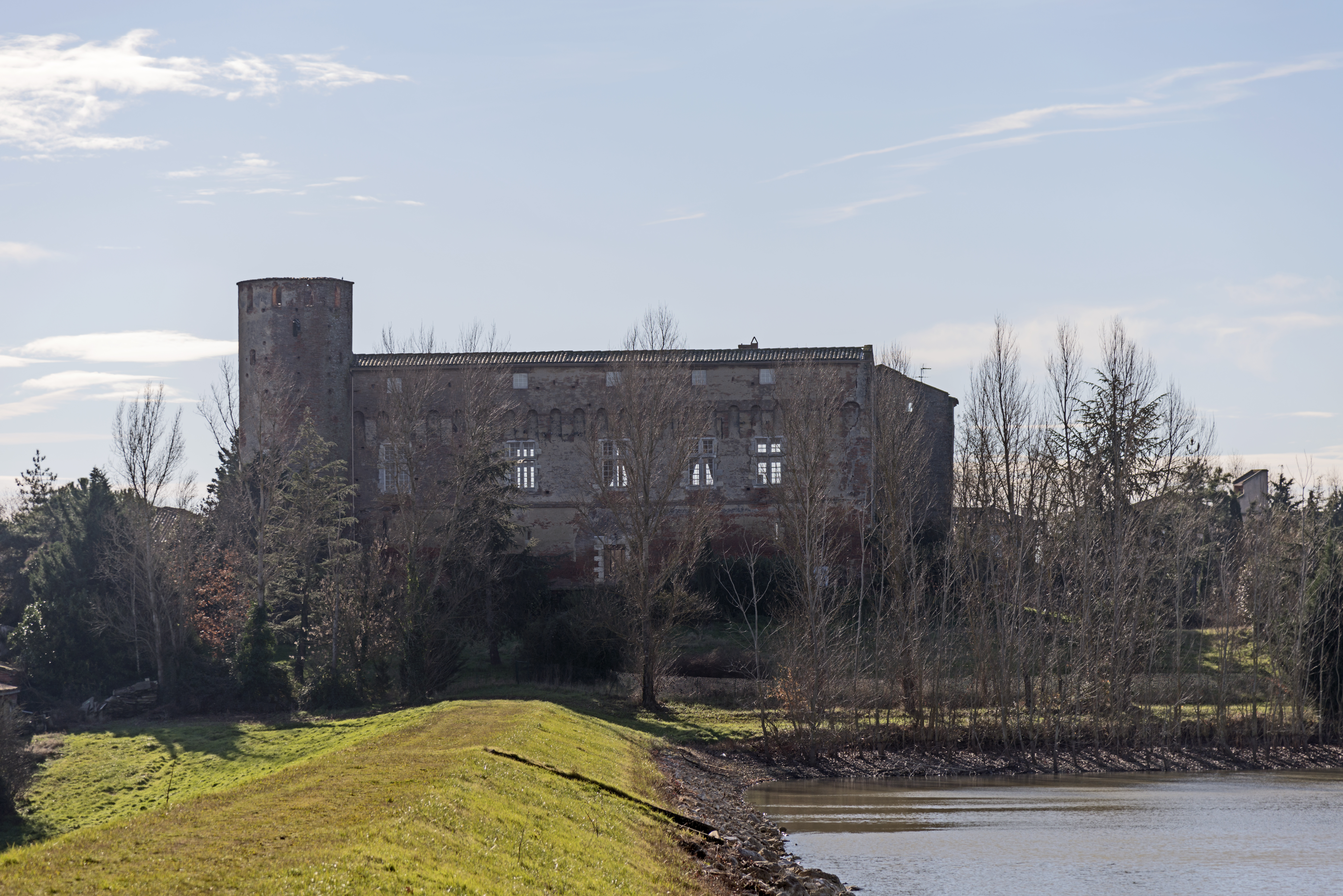
Façade Nord du chateau.